# How Do You Dub? You Fight For Dub. You Plug Dub In
How Do You Dub? You Fight for Dub. You Plug Dub In. är gruppen De Factos första LP. Det släpptes den 16 oktober 2001 på Restart Records.

## Låtlista
1. "Coaxial" - 1:43
2. "Madagaskar" - 3:02
3. "Agua Mineral" - 2:04
4. "Defacto" - 1:58
5. "1024 1/2" - 0:27
6. "Thick Vinyl Plate" - 3:04
7. "Radio Rebelde" - 2:34
8. "Nux Vomaca/Coaxialreturn" - 4:10

## Medverkande
- Omar Rodriguez-Lopez - Elbas
- Cedric Bixler-Zavala - Trummor
- Jeremy Michael Ward - Ljudeffekter
- Isaiah "Ikey" Owens - Keyboard